# Emmit King
Emmit King (ur. 24 marca 1959 w Bessemer, zm. 28 listopada 2021 tamże) – amerykański lekkoatleta, specjalizujący się w biegach sprinterskich, brązowy medalista mistrzostw świata z Helsinek w biegu na 100 metrów i złoty medalista w sztafecie 4 x 100 metrów w której oprócz niego biegli Willie Gault, Calvin Smith, Carl Lewis. Jest również zdobywcą brązowego medalu igrzysk panamerykańskich z San Juan.

## Rekordy życiowe
- bieg na 100 m  10,04  Tampa, 17 czerwca 1988
- bieg na 50 m 5,62 Kobe, 5 marca 1986